# Astilleros Francisco Cardama
Astilleros y Varaderos Francisco Cardama S.A. (Cardama Shipyard) es un astillero español, sus instalaciones se encuentran situadas en el barrio de Bouzas (Vigo), iniciándose en el año 1916 en el diseño, construcción, reparación y transformación de buques, así como también de todo tipo de estructuras flotantes en general. Actividad que la empresa continúa desarrollando en la actualidad.

## Historia

### Primeros años
Los orígenes del astillero se remontan a los tiempos en que su fundador, Francisco Cardama Godoy, trabajaba en el astillero de su padre José Cardama en el barrio vigués de Guixar, situado en la parroquia de Teis. Entre otras actividades, la atarazana realizó durante esos años diversos trabajos como subcontrata para el astillero Viuda e Hijos de J. Barreras.
En el año 1916 es cuando Francisco Cardama abandona el astillero familiar y funda el suyo propio con el objetivo de expandir su actividad, el nuevo astillero comienza a funcionar gracias a una concesión por parte del Ayuntamiento de Vigo, en la que otorgó a la empresa un permiso para la construcción de unos galpones cubiertos, lo que permite a la factoría la construcción y reparación de buques de madera bajo techo y la fabricación de pinturas. Al margen de dirigir su propio astillero, Francisco Cardama estableció en el año 1923 otra nueva sociedad junto con Manuel Sanjurjo, hijo del industrial e inventor fallecido un año antes, Antonio Sanjurjo Badía. Además en esos años también dirigió hasta finales de la década el varadero la Industriosa, propiedad de la familia de su entonces socio Manuel Sanjurjo.
En sus primeros años el astillero tiene como principal actividad la construcción y reparación de buques de madera, así como la fabricación de pintura, principalmente para uso propio. Posteriormente, el 18 de junio de 1932, Francisco Cardama Godoy funda una sociedad anónima con el nombre de Francisco Cardama S.A.

### De 1940 a 1980
La aparición en estas décadas de nuevos materiales empleados en la construcción naval como el acero remachado y el acero soldado, hicieron retroceder la actividad del astillero y prácticamente durante medio siglo se dedicó a la reparación naval, aunque ocasionalmente realizó algunas nuevas construcciones de buques pesqueros para armadores locales, así como el carguero San Julián, en 1954, para Naviera Villagarciana.

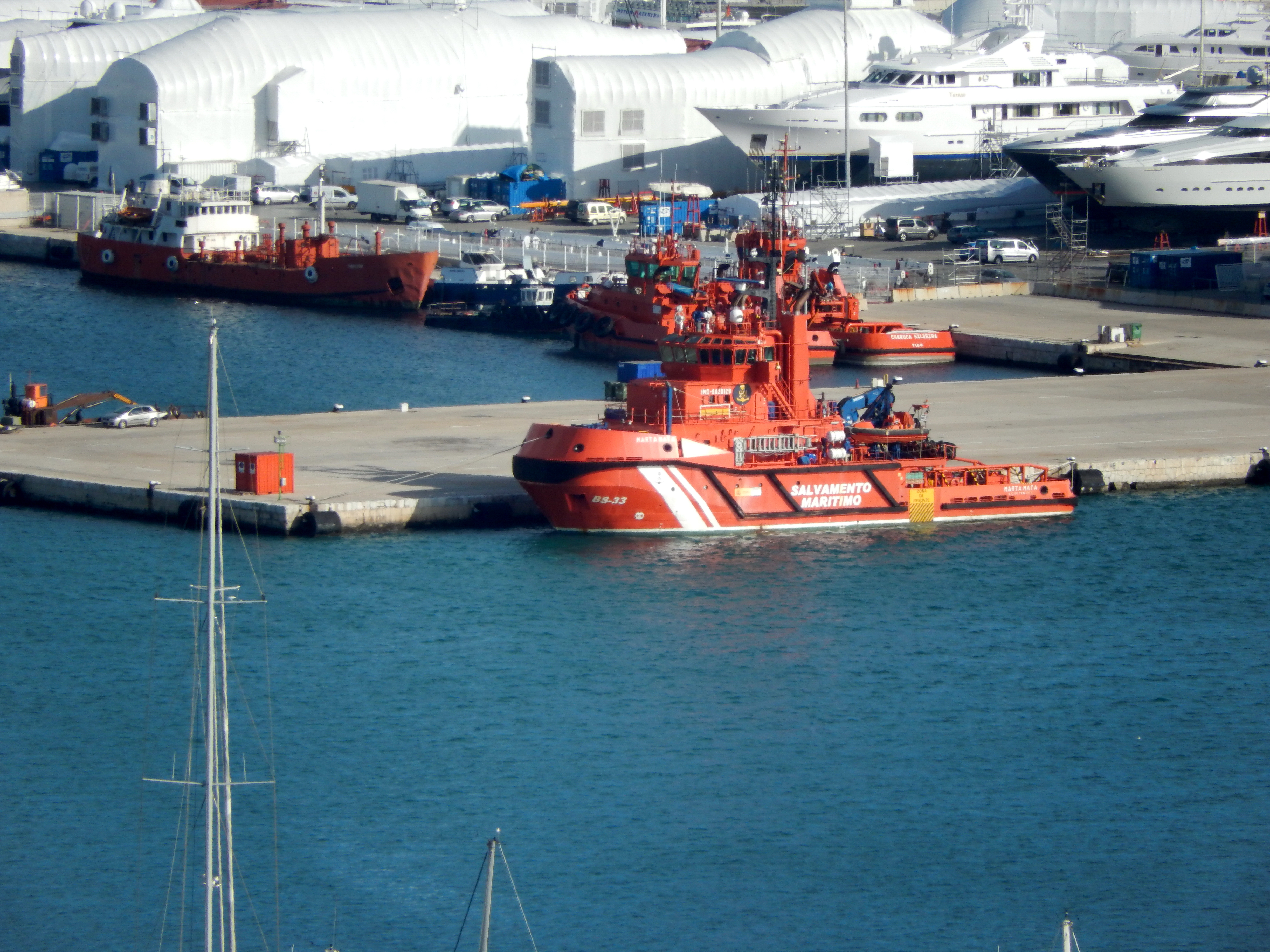
Remolcador Marta Mata (ex Charuca Silveira).

En enero del año 1978 tiene lugar la botadura del último buque de madera construido por la atarazana.

### De 1980 a 2000
Durante estos años Astilleros Francisco Cardama adaptó sus instalaciones a las nuevas demandas marcadas en el sector, por lo que realizó importantes inversiones tanto en maquinaria como en innovación, así como el desarrollo de una cultura de actualización constante de tecnología, con el objetivo de satisfacer a las nuevas necesidades de los armadores y potenciales clientes.

### De 2000 a 2020
Comenzando el siglo XXI la empresa se fusiona con su astillero vecino Asgalo, el resultado de esa fusión es la sociedad existente hoy en día, Astilleros y Varaderos Francisco Cardama S.A. A partir de entonces se relanza la actividad como constructor de nuevas embarcaciones, produciéndose la primera botadura de esta nueva etapa en diciembre del año 2000, un buque arrastrero tangonero encargado por un armador venezolano. En 2001 se produce la botadura del remolcador Marta Mata (ex Charuca Silveira), uno de los buques más activos durante la catástrofe del Prestige.

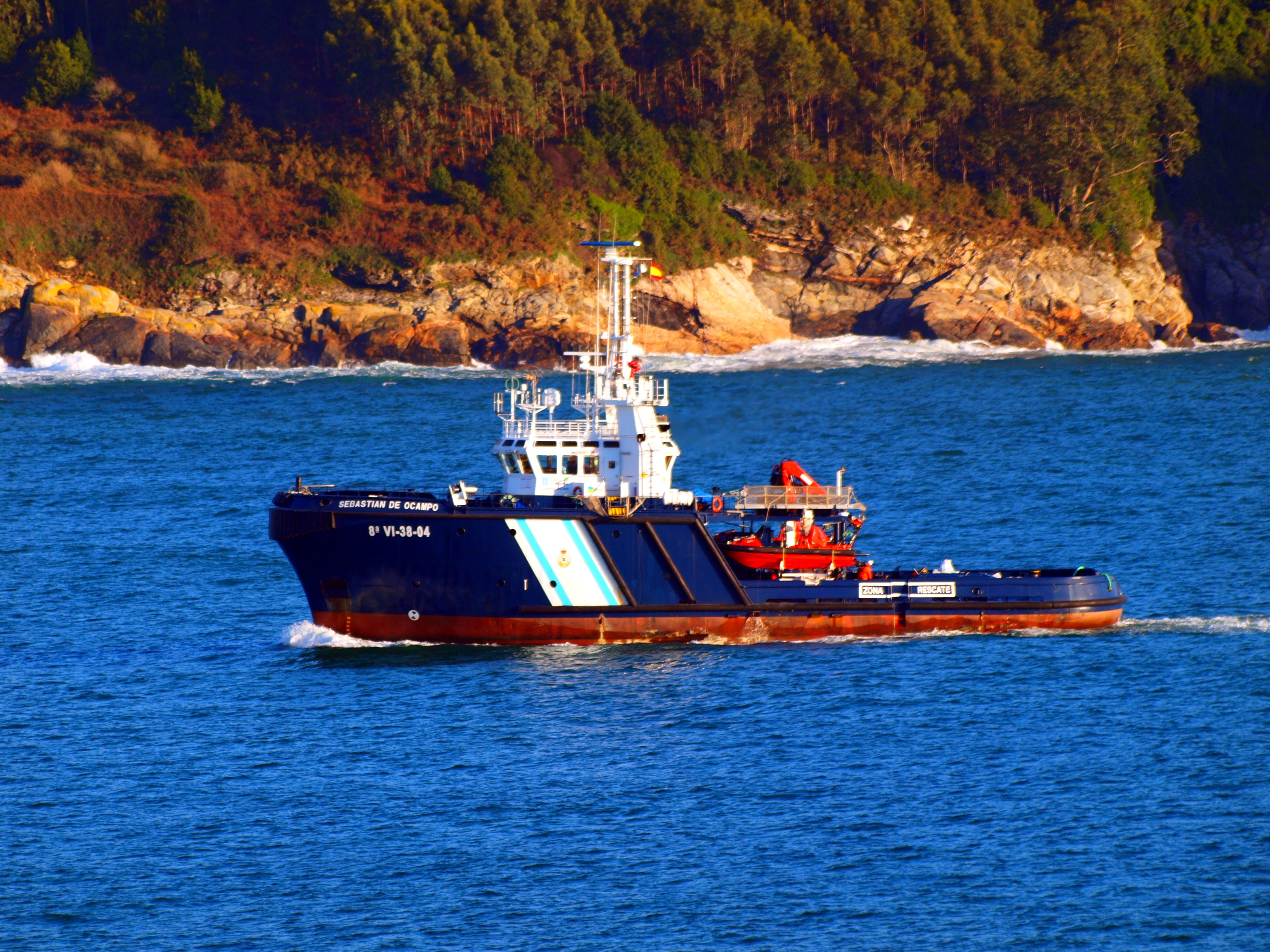
Remolcador Sebastián de Ocampo.

En el citado año, en la oficina técnica del astillero se implanta un departamento de I+D+i, enfocado a la innovación e investigación. Como resultado de estas políticas empresariales en 2013 se inicia una colaboración con las empresas Magallanes Renovables de Redondela y CNV Naval Architects de Vigo. El objetivo de este proyecto denominado «Proyecto Magallanes», era la construcción de una plataforma marina en forma de trimarán de 42 metros de eslora, 25 metros de manga, 25 metros de calado y 350 toneladas de peso destinada a la generación de energía a partir de las corrientes marinas, siendo la primera vez que el astillero participaba en un proyecto relacionado con las energías renovables. Los trabajos para la construcción del trimarán se iniciaron en abril de 2014 y remataron en 2015. Dos años después de su botadura Cardama rompe su cooperación con Mallaganes Renovables y abandona definitivamente el proyecto debido a diferencias con los técnicos de la empresa redondelana surgidas durante la construcción y puesta en marcha del prototipo.

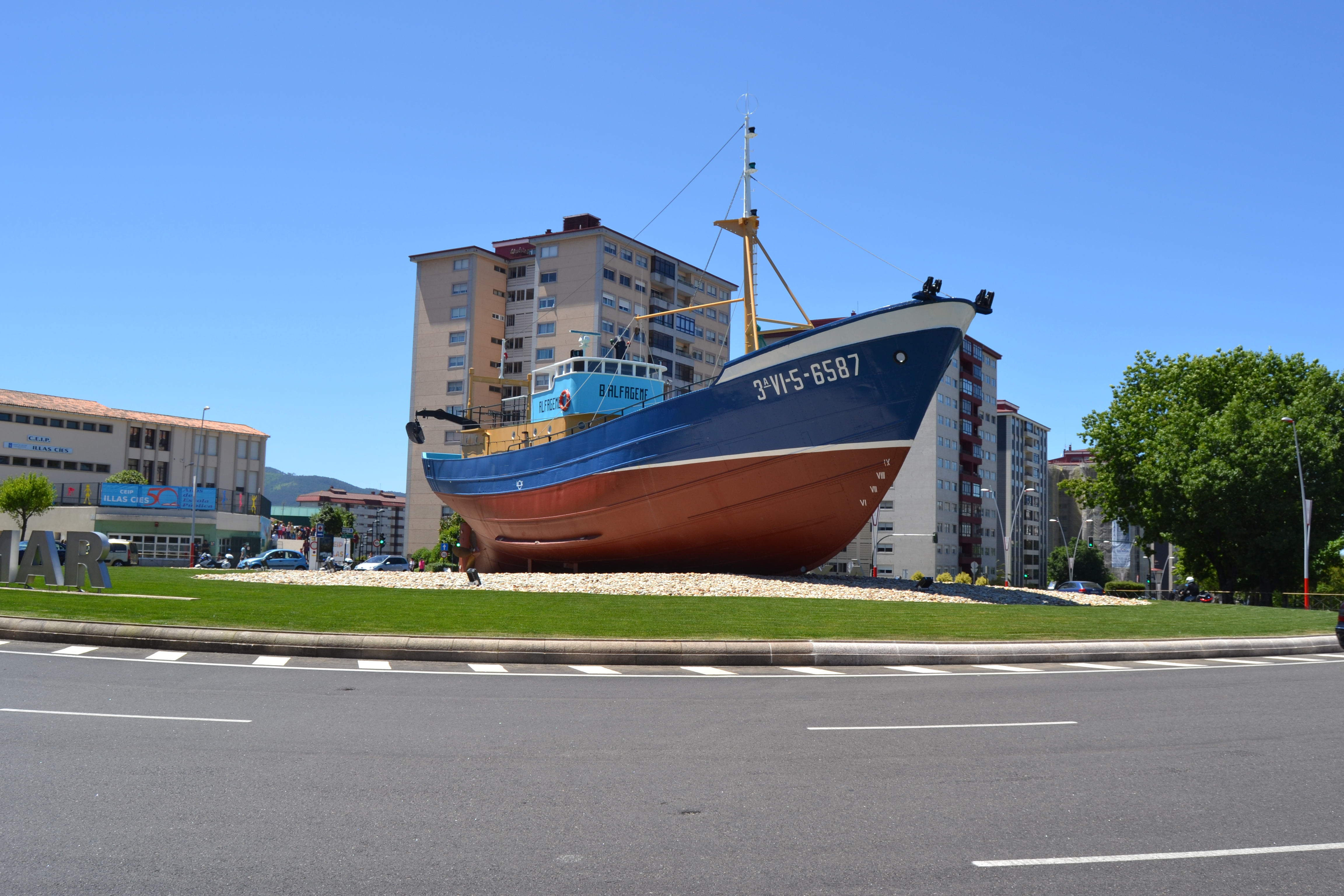
El Bernardo Alfageme en Coya.

A mediados del año 2014 el Ayuntamiento de Vigo le encarga al astillero los trabajos de rehabilitación del histórico arrastrero Bernardo Alfageme y su instalación como monumento estático en Coya, que se realizó en febrero de 2015. Durante ese mismo año la empresa fue víctima de un caso de espionaje industrial por parte de una ingeniería naval con sede en Madrid, la cual difundió en la red social Facebook varios diseños de embarcaciones realizados por el astillero, haciéndolos pasar como propios. Ante esta situación Cardama presentó una demanda ante el Juzgado de lo Mercantil contra aquella empresa, litigio que el astillero ganó dos ocasiones, en primera instancia y en apelación.
A principios de 2016 y coincidiendo con su centenario, la atarazana gallega se adjudica diversos contratos encargados por armadores de Marruecos, Senegal e Irak. Estos contratos consolidaron a Astilleros Cardama como un referente entre los astilleros españoles en la construcción de remolcadores y modernos buques especializados en salvamento y vigilancia marítima.

### Actualidad

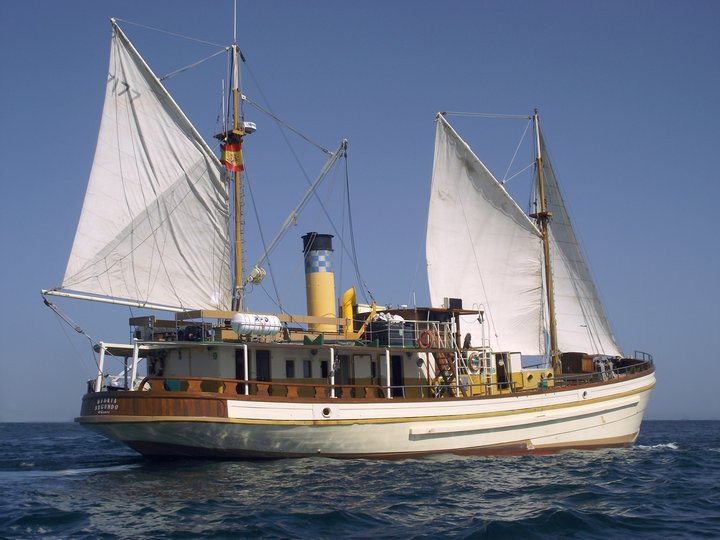
El Hidria Segundo fue reformado por el astillero en el año 2021.

Entrando en la década de 2020 la factoría se encarga de la realización de diversos proyectos de reformas navales y transformación de buques, como fue el caso de la reparación del Hidria Segundo, el único buque de vapor conservado en España. Asimismo la empresa participó en otras actividades no relacionadas con la construcción de buques, entre ellos destaca su participación en el proyecto denominado «Living Ports» (Puertos Vivos), promovido por la Autoridad Portuaria de Vigo, la tarea de Cardama fue el diseño y construcción de un visor submarino.
En diciembre del año 2023 el presidente del astillero, Mario Cardama, firma con el Gobierno de Uruguay un contrato para la construcción de dos patrulleras oceánicas tipo OPV (offshore patrol vessels) para la Armada Nacional del país sudamericano por un importe de 82,37 millones de euros, siendo este proyecto uno de los más importantes en los que ha participado la centenaria empresa gallega. La puesta de quilla de la primera de estas dos embarcaciones tuvo lugar el 14 de mayo del año 2025. En el mismo ejercicio, las instalaciones del astillero fueron empleadas para la fabricación de los elementos estructurales de cimentación de la plataforma «Peiraos do Solpor», una infraestructura orientada a la observación marina sostenible, ubicada en el paseo marítimo de Bouzas y promovida por la Autoridad Portuaria de Vigo.

## Productos
La principal actividad de Cardama Shipyard es la construcción de buques de alto valor añadido y estructuras flotantes de gran tonelaje en acero, otro importante nicho de negocio de la compañía son los trabajos de reparación, transformación, refting o desguace de embarcaciones.

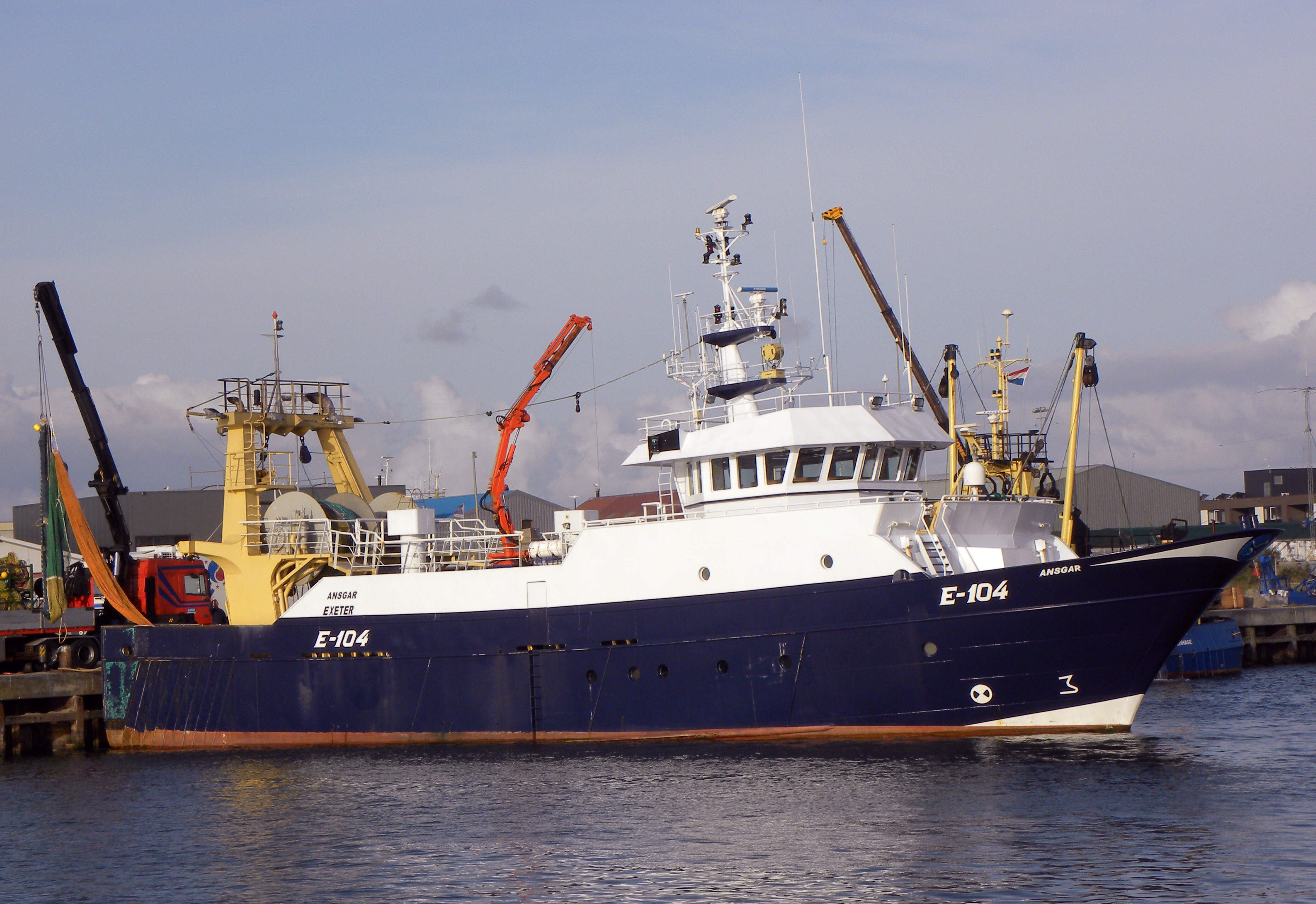
Arrastrero Ansgar E-104.

En lo que respecta a las nuevas construcciones el astillero ha realizado mayoritariamente proyectos de buques pesqueros para armadores gallegos, como la práctica totalidad del resto de astilleros de la ría. Las nuevas construcciones fueron principalmente en madera hasta finales de la década de 1970, etapa en la que fue sustituida definitivamente por el acero.

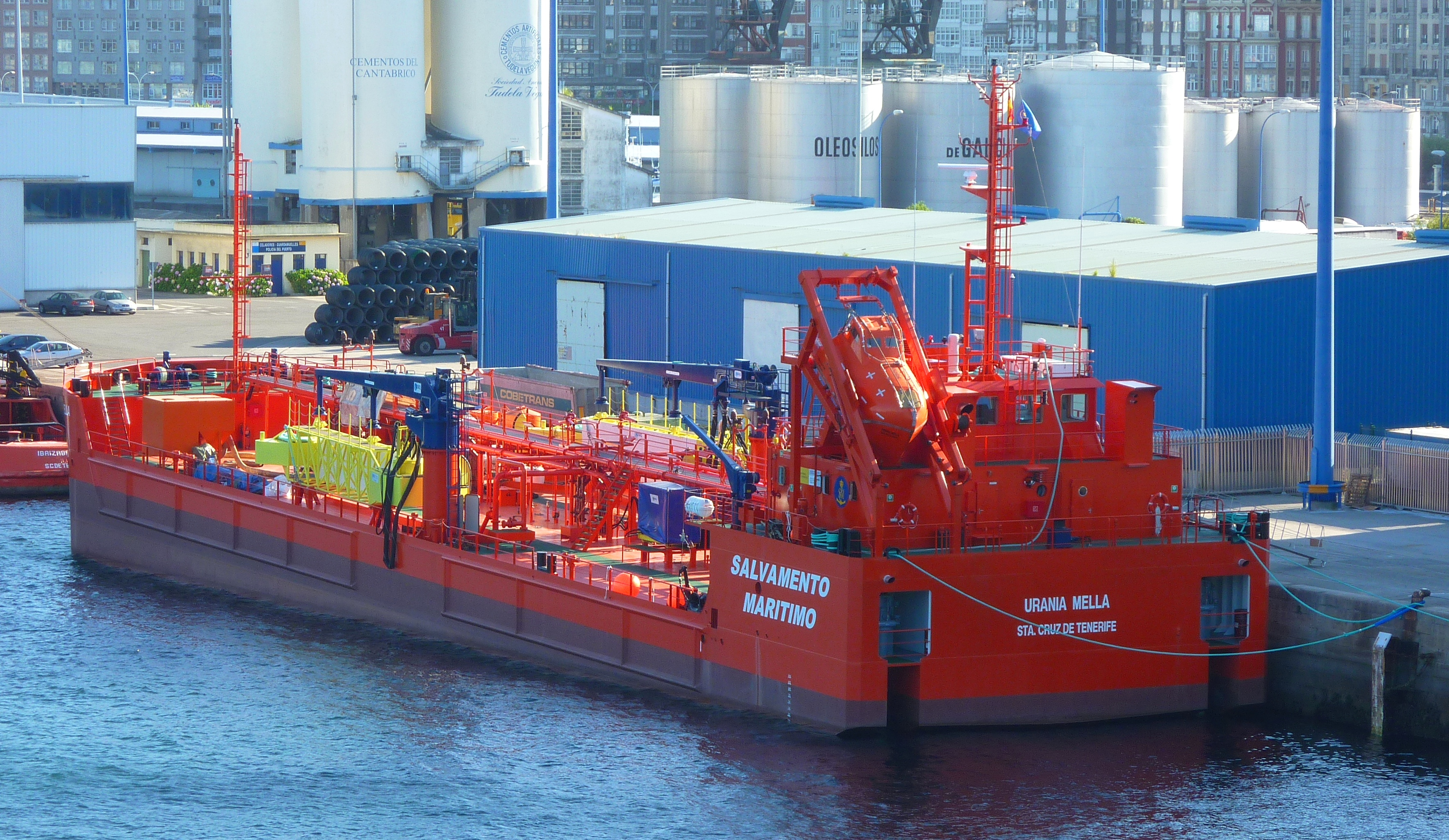
Buque recogedor de contaminación Monte Arucas (ex Urania Mella).

Con todo, su periodo más prolífico en proyectos de nueva construcción es el que abarca los decenios 2000-2010 y 2010-2020. Como se indicó en el párrafo anterior, de sus gradas han salido en su mayoría pesqueros, entre ellos los arrastreros Ansgar E-104, Bahía III, Louwe Senior, Maria dos Anxos y Pescarosa Cuarto. También ha construido palangreros, buques de menor tonelaje que los anteriormente nombrados, como por ejemplo el Pesca Landa, Sueños y Vox Bahía.

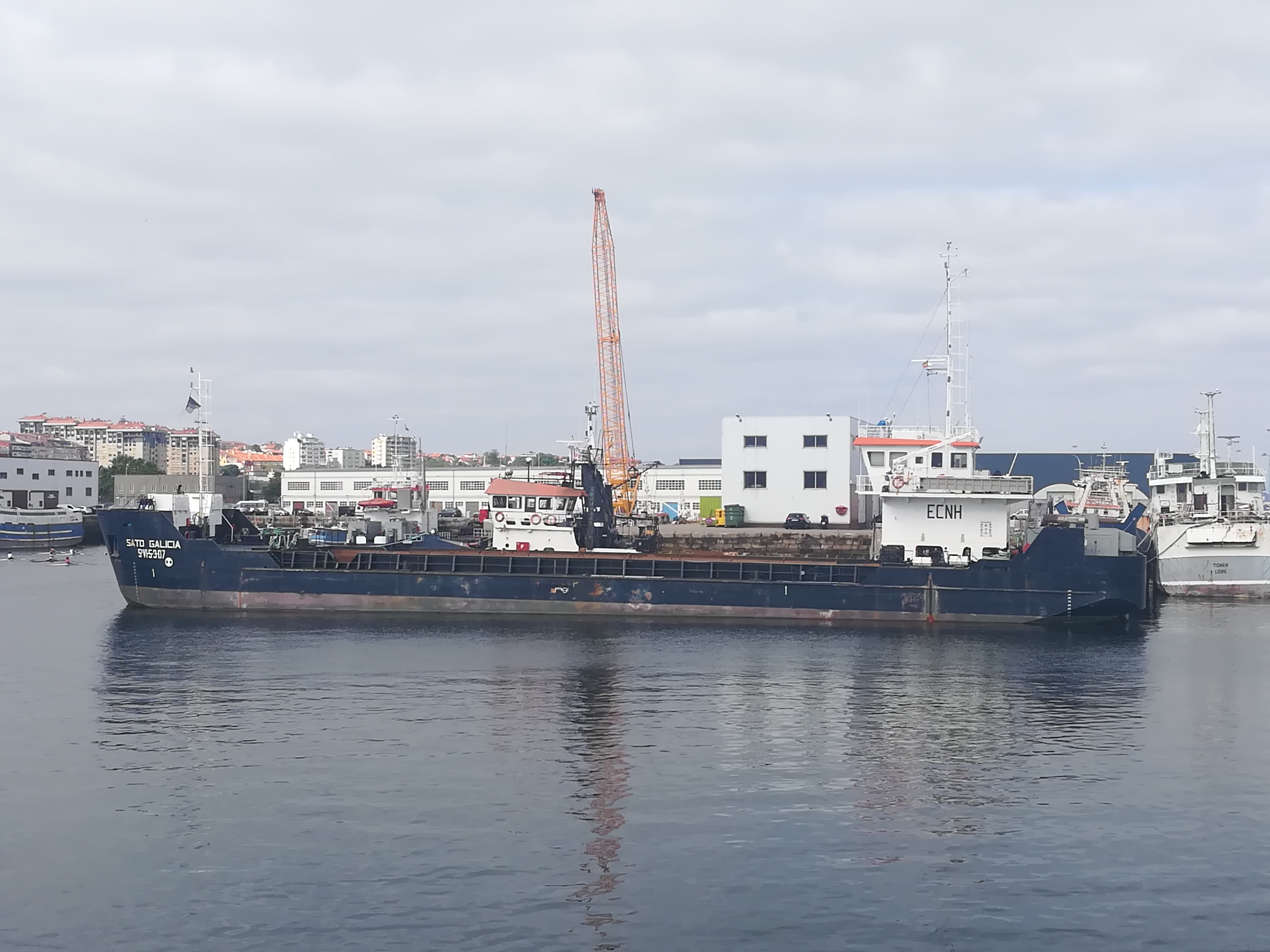
La draga Sato Galicia en el Puerto de Vigo.

En esos años se especializó en el segmento de los remolcadores y los buques tipo «multipropósito», destinados a funciones como extinción de incendios, salvamento marítimo, recogida de residuos, remolque y labores auxiliares en los puertos en donde operan. En su palmarés figuran las entregas a diversos armadores nacionales e internacionales -principalmente para países africanos en vías de desarrollo- de los siguientes remolcadores y multipropósito: Amerique, Chiloango, Epi sucesso, Giraul, Kalay, Korka Diallo, Kwanza, Marta Mata (ex Charuca Silveira), Oriental, Sebastián de Ocampo, Tekrour, Thulficar y Tilila.
Asimismo también ha construido otros buques no vinculados con los sectores anteriormente citados; el auxiliar de puerto Epi sucesso 4 para Epinosul de Angola, el buque recogedor de contaminación Monte Arucas (ex Urania Mella) para SASEMAR, el carguero San Julián para Naviera Villagarciana, la lancha MARPOL Cala Romana para Boteros Amarradores del Puerto de Tarragona, el oceanográfico Belkacem Grine para el Ministerio de pesca y recursos pesqueros de Argelia, el pontón Sato Esparteña y la draga Sato Galicia, estos dos últimos encargados por la Sociedad Anónima Trabajos y Obras (SATO).

## Instalaciones
Sus instalaciones están situadas en el barrio marinero de Bouzas en Vigo, en su zonas oeste y este limitan con otras factorías navales -Astilleros Armada y Freire Shipyard-, respectivamente. En ellas se encuentran talleres de calderería, grúas móviles, puentes-grúa, auto-grúas, oficina técnica, etcétera. También dispone de seis gradas destinadas a la varada de buques de hasta 105 metros de eslora y 14,60 metros de manga en donde se procede a la construcción o reparación de los mismos y un muelle de reparaciones propio de 80 metros de longitud.

## Certificaciones
El astillero actualmente está en posesión de los siguientes certificados de calidad: ISO 9001 (diseño, construcción, reparación y transformación de buques y artefactos flotantes), la ISO 14001 de medioambiente y la OHSAS 18001 sobre prevención de riesgos laborables.

## Premios y reconocimientos
- En mayo de 2022 el visor submarino de la dársena de A Laxe construido por la atarazana y nombrado como «Nautilus» en homenaje a Julio Verne, fue galardonado en los Premios IAPH Awards en la categoría de «Infraestructuras Sostenibles».[47]

- En 2018 el astillero es galardonado por su centenario en la tercera edición de los Premios FINE (Fomento de la Industria Naval Española), la empresa recibió este reconocimiento en una gala celebrada el 23 de mayo del citado año en el Pazo los Escudos de Vigo.[48]

- En 29 de noviembre del año 2017 la empresa fue galardonada por la Asociación de Industriales Metalúrgicos de Galicia (Asime) por su centenario.[49]

- En 2016 y como reconocimiento a los 100 años de historia de la empresa y a su contribución al desarrollo industrial de la ciudad, el Ayuntamiento de Vigo decide otorgar el nombramiento de Vigués Distinguido a Astilleros Cardama. La distinción fue entregada por el alcalde de Vigo, Abel Caballero, al presidente del astillero Mario Cardama. La ceremonia tuvo lugar el 29 de marzo en el principal acto institucional de la Fiesta de la Reconquista de Vigo de ese mismo año.[50]

## Accionariado
Actualmente el 100% del accionariado de la empresa es de capital privado y está dividido de la siguiente manera:
- Imbeira, S.L.     - 59%.
- Elec. Nav. E Ind. - 39%.
- Otros.            -  1%.